# JAMOSA
JAMOSA（ジャモーサ、1983年1月21日 - ）は、日本の女性歌手。福岡県出身。身長148cm。所属レーベルはrhythm zone、事務所はテンカラット。

## バイオグラフィー

### 略歴
幼少の頃はマイケル・ジャクソンのバックコーラスとして参加。日本やアメリカで10代を過ごした。17歳の時、JAMOSA自身の曲が映画『リトル★ニッキー』挿入歌として抜擢された。
日本のクラブシーンで活動。AIのクラブツアーのオープニングアクトなどで話題をよび、インディーズ・デビュー。2006年8月東芝EMIよりシングル「DREAM」でメジャー・デビュー。
2007年、1stアルバム『ONE』、2008年、2ndアルバム『CRY』、2009年、3rdアルバム『RED』をリリース。
2015年1月1日、元K-1選手の大宮司進と結婚。4月9日に長男を出産。

### 特徴・人物
先住民系台湾人の母と日本人の父を持つ。そのことから日出ずる国：日本（Japan）+美しい島：台湾（Ilha Formosa）からJAMOSAと名づけた。デビュー・シングル「DREAM」のカップリングにDABOが参加するなど、様々なアーティストとのフィーチャリングを得意とする。「音楽で人を元気にしたい」 がJAMOSAの歌詞のコンセプト。

## ディスコグラフィー

### シングル
1. SHAKE IT SHOOK IT（2004年6月23日）
2. SO GOOD SO NICE feat. Micro（2006年2月8日）TSUTAYA独占販売
3. 言えないよ feat. CORN HEAD（2006年4月26日）TSUTAYA独占販売
  - 携帯ゲーム・テイルズオブモバイル「テイルズ オブ ヴァールハイト」主題歌
4. DREAM（2006年8月30日）
5. SO ADDICTED 247365（2006年11月22日）
6. STAND UP（2007年10月10日）
7. MISSIN' U（2008年1月16日）
8. SEASON CHANGES feat. MEGARYU（2008年10月8日）
9. ずっと（2008年12月10日）
10. BOND 〜キズナ〜 feat. 若旦那（2010年10月6日）
11. 何かひとつ feat. JAY'ED & 若旦那（2011年2月23日）
12. Together（2011年12月7日）JAMOSA + KEVIN & ELI from U-KISS）名義
13. トリステーザ（2012年2月22日）JAMOSA feat. ナオト・インティライミ 名義

### ミニ・アルバム
- REMINISCING（2002年11月13日）
- Standing Strong（2005年9月28日）
- ZIP（2013年8月7日）「SHINING」ミュージック・ビデオにデヴィ夫人が出演した。

### アルバム
1. One（2007年2月28日）
2. CRY（2008年2月20日）
3. RED（2009年2月18日）
4. LUV 〜collabo BEST〜（2010年11月10日）
5. SKY（2011年5月11日）
6. BEST OF MY LUV 〜collabo selection〜（2012年3月21日）
7. TRY（2012年3月21日）
8. LOVE AIN'T EASY（2014年9月24日）

### 参加作品
- オムニバス『DANCEHALL DIVAS prodeuced by NAHKI』（2001年6月21日）
  - 4.SUMMA FLING
- SPHERE of INFLUENCE『Cruisin' feat. JAMOSA』（2003年7月9日）
- Miss Monday『miss rainbow』（2004年11月3日）
  - 3.PUT YA HANDS UP feat. JAMOSA
- TERIYAKI BOYZ『BEEF or CHICKEN』（2005年11月16日）
  - 6.超LARGE featuring PHARRELL
- I-DeA『Da FRONT and BACK』（2006年1月11日）
  - 9.Fly Away feat. JAMOSA & JAY'ED
- L-VOKAL『Laughin'』（2006年3月29日）
  - 7.表裏一体 Feat. Verbal, JAMOSA
  - 10.Sticky pt. 4 Feat. SPHERE of INFLUENCE, JAMOSA, DOC-DEE
- MINESIN-HOLD『HOLD ON』（2006年5月31日）
  - 10.LOVE (feat. JAMOSA)
- Miss Monday『&I』（2006年6月21日）
  - 6.LOVE IS BLIND feat. JAMOSA
- m-flo『m-flo inside -WORKS BEST II-』（2006年7月26日）
  - 4.Quantum Leap / JAMOSA
- KM-MARKIT『MARK OUT』（2006年12月6日）
  - 11.HOT feat. SPHERE of INFLUENCE & JAMOSA
- DJ MAYUMI『BERRY JAM MIXED UP!』（2007年3月7日）
  - 1.DIAMONDS
- I-DeA『re;cover』（2007年4月25日）
  - 3.Shining star (performed by JAMOSA)
- BIG RON『MISTA XXXXXL』（2007年6月6日）
  - 12.Stay With Me feat. JAMOSA
- CORN HEAD『NEVER EVER!!』（2007年8月1日）
  - 4.上げてくよ feat. JAMOSA
- L-VOKAL『STEP UP feat. KREVA』（2008年6月18日）
  - 2.Smooth Operator feat. JAMOSA
- DJ PMX『THE ORIGINAL』（2008年6月25日）
  - 6.Recollection (80's Night) feat. PHOBIA OF THUG, JAMOSA
- INFINITY16『Welcomez』（2008年12月24日）
  - 9.SMILE (welcomez JAMOSA)
- GICODE『HOME SWEET HOME』（2009年2月25日）
  - 1.HOME SWEET HOME with AI, JAMOSA
- BENI『Lovebox』（2010年6月2日）
  - 6.Girl's Night feat. JAMOSA
- lecca『パワーバタフライ』（2010年7月28日）
  - 11.Love Majic feat. LUNA, TSUGUMI from SOULHEAD & JAMOSA
- INFINITY16『LOVE』（2010年9月1日）
  - 1.HIGHER welcomez JAMOSA
- BIG RON『LIVIN' LARGE』（2010年10月13日）
  - 4.STAY BY MY SIDE feat. JAMOSA, FINGAZZ
- AILI『Future』（2010年12月8日）
  - 11.Wanna go
- KG『We are one』（2011年5月25日）
  - 3.片想い duet with JAMOSA
- LISA『Family』（2012年5月16日）
  - 2.Smile Again feat. JAMOSA

## テレビ
- レコ☆Hits!（日本テレビ、2011年2月2日）出演
- Disco Train（TOKYO MX）（VIP ROOM TALK:2014年11月16日・23日）

### アーティスト
- BUZZER BEATS
- CO-KEY
- Def Tech
- I-DeA
- KM-MARKIT
- JAY'ED
- SEEDA

### その他
- テイルズ オブ ヴァールハイト
- 流派-R
- Lokahi Lani

## インタビュー
- SAPPORO MUSIC NAKED　インタビュー